# Olmeda de la Cuesta
Olmeda de la Cuesta település Spanyolországban, Cuenca tartományban.  Lakosainak száma 20 fő (2024).

## Népesség
A település népessége az utóbbi években az alábbiak szerint változott:
| Lakosok száma | 47   | 42   | 39   | 32   | 39   | 34   | 34   | 20   | 21   | 20   |
|               | 2001 | 2004 | 2006 | 2009 | 2011 | 2014 | 2016 | 2019 | 2021 | 2024 |